# Aita Mari
Aita Mari és un vaixell de salvament operat per l'ONG Salvamento Marítimo Humanitario (SMH). Era un pesquer de tonyina que va ser modificat per fer tasques de salvament amb la implicació de voluntaris, institucions, empreses, donants, persones de la societat civil i treballadors. El seu nom fa referència al mariner conegut pels salvaments marítims José María Zubía.
Quan va demanar el permís al govern espanyol per abandonar el port de Pasaia i col·laborar amb les tasques de rescat de nàufrags del Mediterrani, el novembre del 2018, la direcció de la Marina Mercant no li va concedir. El 27 de gener del 2019 el vaixell va sortir per primera vegada com a vaixell de salvament, des del port de Pasaia a Bilbao, amb 16 tripulants, amb la intenció de fer tasques de conscienciació, a l'espera de tenir permís del govern espanyol per iniciar les tasques humanitàries. El capità és Marco Martínez, de Cambrils, i entre la tripulació hi ha mariners asturians, bascos, gallecs, catalans i senegalesos. El 18 de gener del 2019 esdevingué el segon vaixell de salvament, després de l'Open Arms, en veure denegat el permís per sortir cap a Líbia a salvar la vida dels nàufrags del Mediterrani.